# 生田龍聖
生田龍聖（日语：生田竜聖，1988年6月13日—），出身於神奈川縣，出生地是北海道室蘭市。日本富士電視台播報員。
哥哥生田斗真是傑尼斯事務所的演員。元配秋元優里是年長自己5歲的同台播報員，兩人於2012年結婚，2013年女兒出生，2016年傳出前妻秋元優里不倫的消息，兩人便長期分居，2018年4月宣布離婚，結束維持5年的婚姻。
2024年5月15日，宣佈與民間企業工作的女子再婚。

## 經歷
大學畢業於中央大學法學部。應聘播報員時，沒有說出哥哥是生田斗真；獲得富士電視台和朝日電視台的內定，2011年4月，正式加入富士電視台，同期入社的還有三田友梨佳和竹內友佳。
與哥哥的關係很好，兩人於2012年3月16日在《笑笑也無妨！》首次共同演出電視節目。
2012年12月25日，公開宣布結婚，對象是同電視台女主播秋元優里。
2018年4月，宣布與同電視台女主播妻子秋元優里離婚，結束維持5年的婚姻。

## 外部連結
- 富士電視台 生田龍聖 （页面存档备份，存于）